# Cryptophialus melampygos
Cryptophialus melampygos är en kräftdjursart som beskrevs av Reinhard Berndt. Cryptophialus melampygos ingår i släktet Cryptophialus och familjen Cryptophialidae. Inga underarter finns listade i Catalogue of Life.